# Canghungo
Canchungo est un secteur de la région de Cacheu en Guinée-Bissau.